# Betula alnoides
Espèce
Synonymes
- Betula acuminata Wall.
- Betula affinis (Spach) Endl.
- Betula nitida D.Don
- Betulaster acuminata Spach
- Betulaster affinis Spach
- Betulaster nitida (D.Don) Spach[2]

Statut de conservation UICN

LC : Préoccupation mineure
Betula alnoides est une espèce de bouleau que l'on trouve à l'état naturel dans des pays tels que le Bangladesh, le Bhoutan, le Cambodge, la Chine, l'Inde, le Laos, le Myanmar, le Népal, la Thaïlande et le Vietnam à une altitude de 300 à 2 100 mètres et plus dans certains cas (jusqu'à 2 700 mètres),,,,. La plus méridionale de toutes les espèces de bouleaux connues, dont l'aire de répartition naturelle atteint environ 12 °N dans la Chaîne des Cardamomes, au Cambodge.

## Description
La plante mesure 30 mètres de haut avec des branches de couleur blanche.

## Usages
L'écorce interne de Betula alnoides est comestible et sert à la fabrication de gâteaux et de pain. Il est également considéré comme un antidote contre les morsures de serpent et est utilisé pour traiter les os disloqués.